# داليجان كردها
داليجان كردها (بالفارسية: دالیجان کردها) هي مستوطنة تقع في قسم فاروج الريفي في إيران. يقدر عدد سكانها بـ 244 نسمة بحسب إحصاء 2016.